# Theridula puebla
Theridula puebla är en spindelart som beskrevs av Claude Lévi 1954. Theridula puebla ingår i släktet Theridula och familjen klotspindlar. Inga underarter finns listade i Catalogue of Life.